# Erythrophleum teysmannii
Erythrophleum teysmannii là một loài thực vật có hoa trong họ Đậu. Loài này được (Kurz) Craib miêu tả khoa học đầu tiên.